# Aphytis haywardi
Aphytis haywardi är en stekelart som först beskrevs av De Santis 1948.  Aphytis haywardi ingår i släktet Aphytis och familjen växtlussteklar. Inga underarter finns listade i Catalogue of Life.